# Carbonara di Bari
Carbonara di Bari (Carvnàr in dialetto locale) è un quartiere di Bari, appartenente al IV municipio (ex IV circoscrizione), comune autonomo fino al 1928.

## Geografia fisica
Il quartiere sorge a sud dell'abitato centrale a circa 5 km dal centro cittadino. Confina:
- a nord-ovest con il quartiere Stanic;
- a nord con i quartieri Poggiofranco, Carrassi e Mungivacca;
- a nord-est con il quartiere Japigia;
- a est con il comune di Triggiano;
- a sud con il quartiere Ceglie del Campo;
- a ovest con il comune di Modugno.

## Aspetti generali
Di vaste proporzioni e con un gran numero di abitanti, il quartiere - un tempo comune autonomo - si è progressivamente integrato nel tessuto urbano, affiancando al proprio centro storico vaste zone residenziali ed un intero nuovo rione, comunemente indicato come "Santa Rita".
Dopo un rapido sviluppo avuto a cavallo dell'anno 2000, il rione "Santa Rita" ha visto poi un periodo di stasi, mancando infatti le principali strutture pubbliche quali scuole, uffici postali, negozi e supermercati.
Il territorio del quartiere, situato lungo la linea del centro geografico della città, è interessato dalla presenza di numerose grandi infrastrutture:
- il tratto iniziale dell'asse nord-sud (arteria di collegamento mediano col porto commerciale) denominato Viale Giuseppe Tatarella;
- il raccordo Giuseppe Rossi (anello stradale fra Carbonara e Poggiofranco, funzionale alla grande viabilità e destinato a connettere asse nord-sud e asse est-ovest) detto Tondo di Carbonara;
- il monumentale Stadio San Nicola;
- il complesso dell'Ospedale "Di Venere" (secondo ospedale cittadino).

Tra Carbonara di Bari e Ceglie del Campo è presente la stazione delle Ferrovie del Sud Est denominata Bari Ceglie-Carbonara.
Inoltre, nel quartiere S.Rita, precisamente in via Fratelli De Filippo, è presente un palazzetto dello sport dove vengono svolti corsi e partite di pallavolo.

## Storia

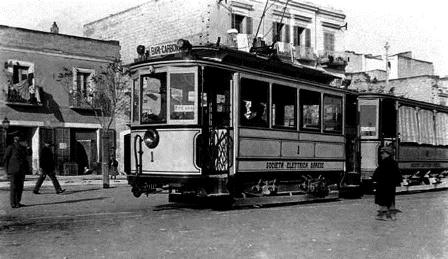

La zona è stata abitata sin da tempi remoti e conserva pochi resti di un piccolo castello medievale.

### Da comune a quartiere di Bari
I comuni di Carbonara di Bari e Ceglie del Campo furono soppressi con Regio Decreto nº 364 del 16 febbraio 1928, emanato da Re Vittorio Emanuele III su proposta del Capo del Governo Benito Mussolini e per volontà dell'allora podestà di Bari Araldo di Crollalanza, ed aggregati al comune di Bari. Contestualmente all'emanazione dell'atto Reale, si dotava la costituenda entità amministrativa di un unico ufficio di Stato Civile riconosciuto con decretazione del Ministro di Grazia e Giustizia.
Successivamente, il 30 luglio 1953 fu ratificato un decreto ministeriale, decreto quest'ultimo, che attuava la scissione delle frazioni ivi indicate in due distinte frazioni amministrative. Tale provvedimento legislativo comportò conseguentemente la costituzione di due uffici di Stato Civile distinti e separati dal resto del comune di Bari.
Il 26 gennaio 1970 il Consiglio Comunale di Bari con delibera 489/70 approvò la suddivisione del capoluogo pugliese in 17 quartieri nella cui ripartizione fu inglobato in maniera distinta il quartiere Carbonara di Bari.
La deliberazione ivi menzionata fu emanata sulla scorta dell'articolo 155 del Regio decreto legge nº 148 del 4 febbraio 1915, ora abrogato e sostituito dal Testo Unico sugli Enti Locali, il quale affermava testualmente: "I comuni superiori a 60 000 abitanti, anche quando non siano divisi in borgate o frazioni, possono deliberare di essere ripartiti in quartieri, nel qual caso compete al Sindaco la facoltà di delegare, le sue funzioni di ufficiale di governo, ai sensi degli articoli 152, 153 e 154, e di associarsi degli aggiunti presi fra gli eleggibili sempre con l'approvazione del Prefetto".
Tale provvedimento inoltre fu approvato dal Prefetto della Provincia di Bari allora in carica, nonché dal Comitato Regionale di Controllo della Regione Puglia (co.re.co) con nota protocollare N. 17309/6 in data 26 aprile 1972 con cui congiuntamente allo stesso Prefetto, la Regione Puglia prendeva atto della deliberazione del Comune di Bari approvandola definitivamente e rendendola esecutiva.
La delibera consiliare ivi indicata pertanto, statuì il decadimento dello status giuridico di frazioni amministrative delle località testé citate nonché delle restanti frazioni di Bari.
Il territorio del comune di Bari, il 28 luglio 1979 fu suddiviso in nove circoscrizioni amministrative: il quartiere Carbonara fu incluso nella IV circoscrizione.

## Monumenti e luoghi d'interesse

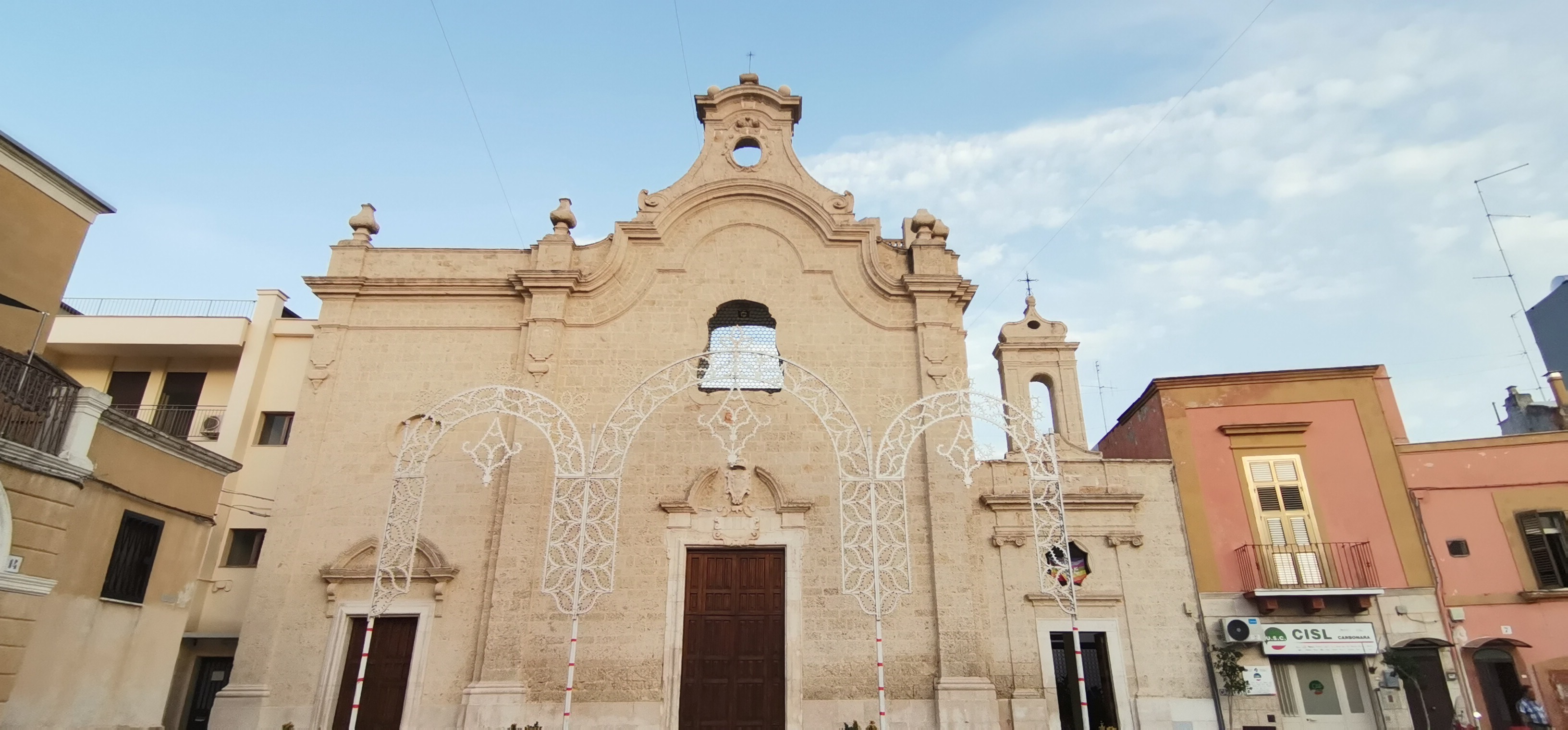
La chiesa matrice di Santa Maria del Fonte.

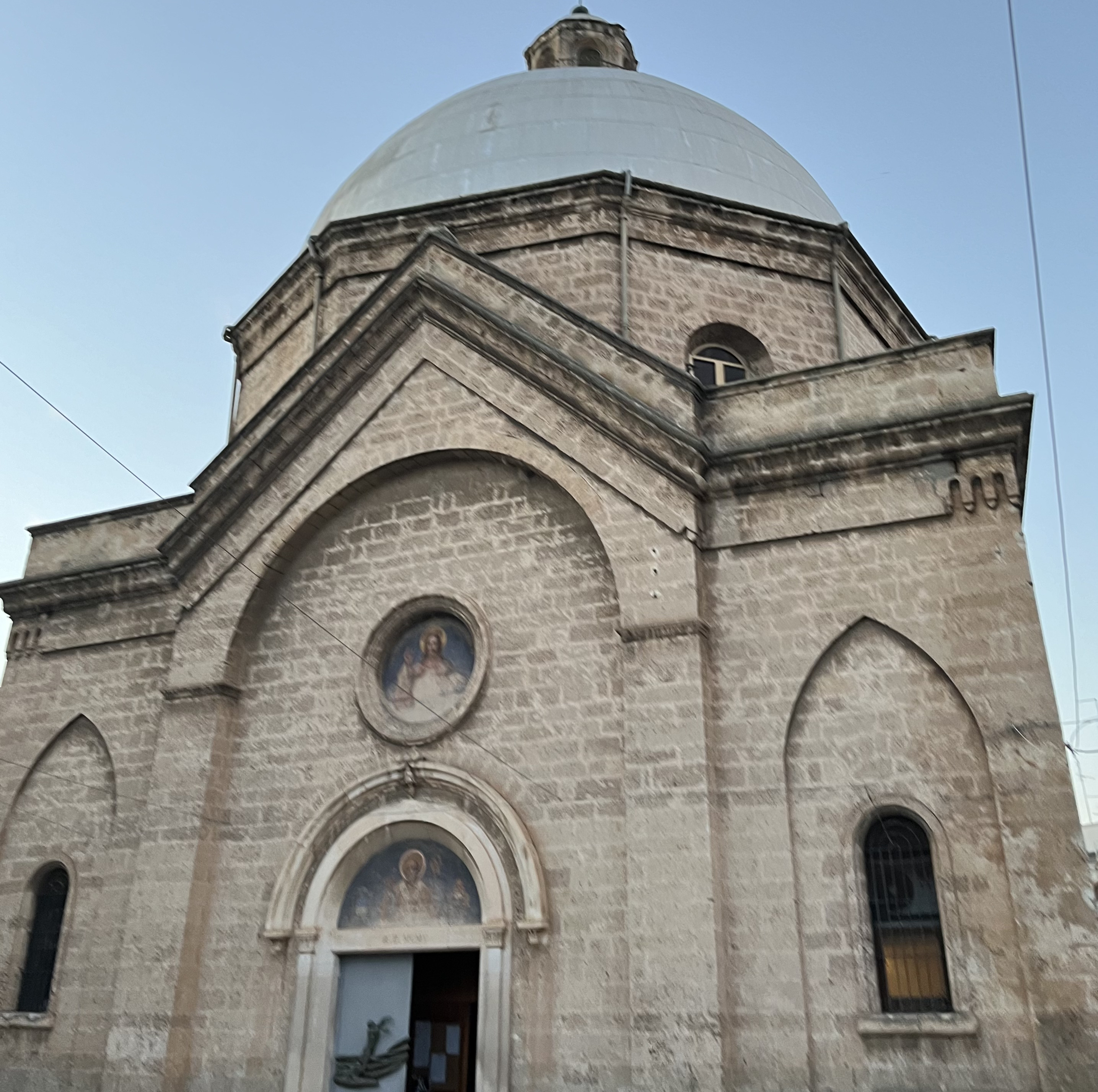
La chiesa del SS. Rosario in San Nicola.

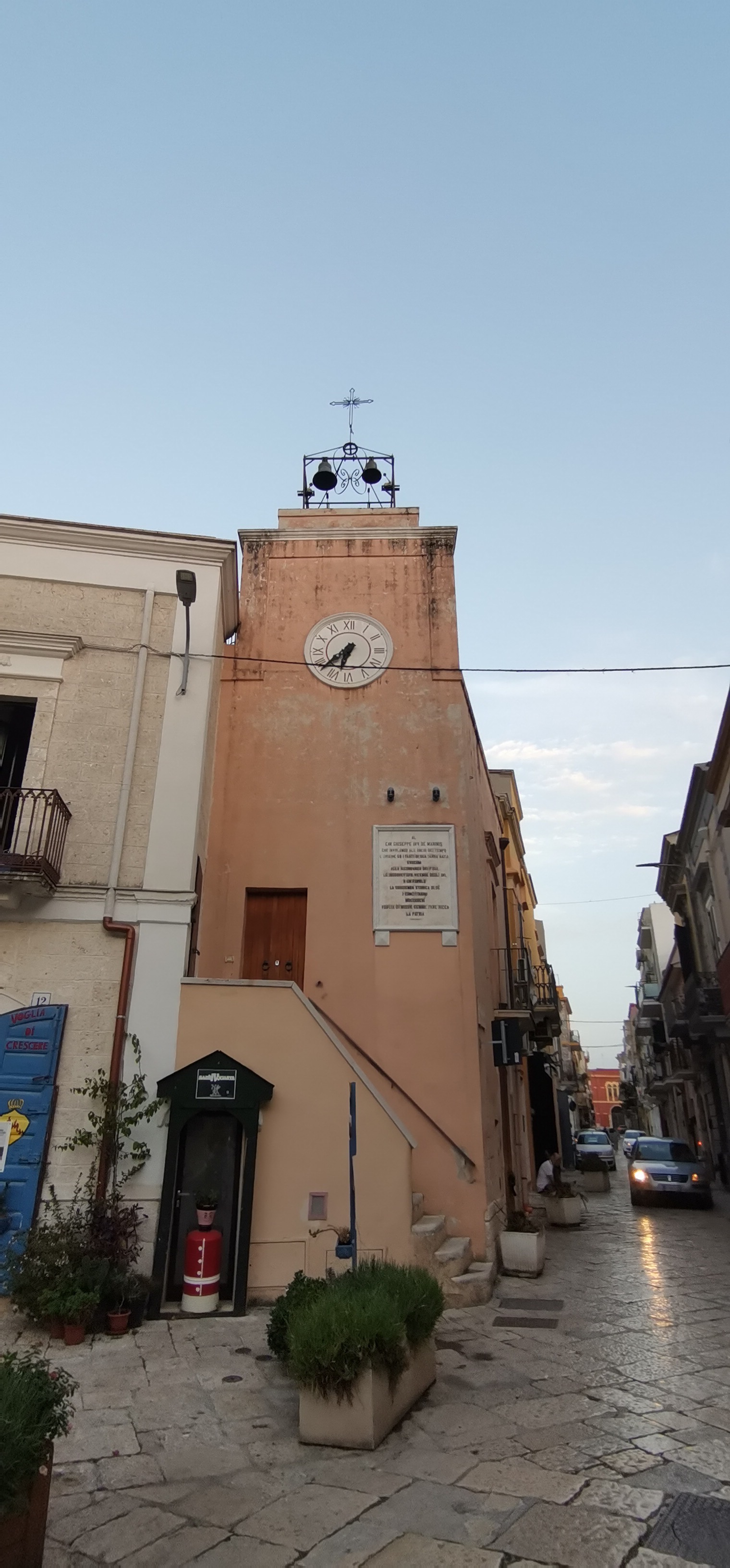
Piazza Garibaldi - Torre dell'orologio con targa a Giuseppe De Marinis.

La chiesa matrice del quartiere è quella di Santa Maria del Fonte, nel cuore del centro storico. 
La sua costruzione ebbe inizio nel 1764, a seguito del crollo, l'anno precedente, di un vecchio edificio di culto risalente al 1430; venne inaugurata nel 1825, come riporta la targa in controfacciata.
Inizialmente a navata unica, nel corso dei decenni la chiesa fu più volte ampliata con l'aggiunta di cappelloni, cupola e navate ulteriori.
Nel 1968, a causa delle condizioni precarie dell'edificio, che aveva subito crolli vari, si decise di demolirne il corpo principale, risparmiando soltanto la facciata e il campanile, sostituendo la navata con una moderna e ampia aula liturgica; il tutto fu completato nel 1974. 
Un'altra importante chiesa è quella di San Nicola che ospita la parrocchia di Maria SS. del Rosario; l'edificio, realizzato tra il 1892 e il 1928 ma consacrato nel 1905 e più volte restaurato e decorato anche da maestri quali Umberto Colonna, si presenta con una facciata tripartita con cuspide centrale, ed è caratterizzata da una grossa cupola poggiante su tamburo decagonale che occupa tutta l'ampiezza dell'aula stessa.

## Progetti
Il Piano Regolatore Generale di Bari prevede grandi aree per l'edilizia universitaria a ridosso del tondo stradale, inoltre dal 2004 è stato presentato il progetto di una Cittadella della Giustizia, nei pressi dello stadio.

## Scuole statali
I.T.C. Statale P. Calamandrei. - Sito web
Istituto Comprensivo VIII C.D. - "Giovanni Paolo II - G. De Marinis"
istituto primario A. Diaz e don Mario Da Lesio.

## Sport
L'aggregato urbano ha avuto, almeno nella prima metà del XX secolo una rappresentativa calcistica denominata Football Club Antonio Azzaretti (chiamata anche Azzaretti Carbonara o semplicemente Carbonara), con colori sociali bianco e amaranto che disputò un campionato di Serie C nell'immediato dopoguerra. Di certo vi è stata un'altra compagine calcistica nei primi anni duemiladieci, gestita mediante azionariato popolare, che ha militato nelle categorie regionali minori.

## Infrastrutture e trasporti
Il quartiere è lambito e servito dalla Tangenziale di Bari e dalla Superstrada Bari-Bitritto.

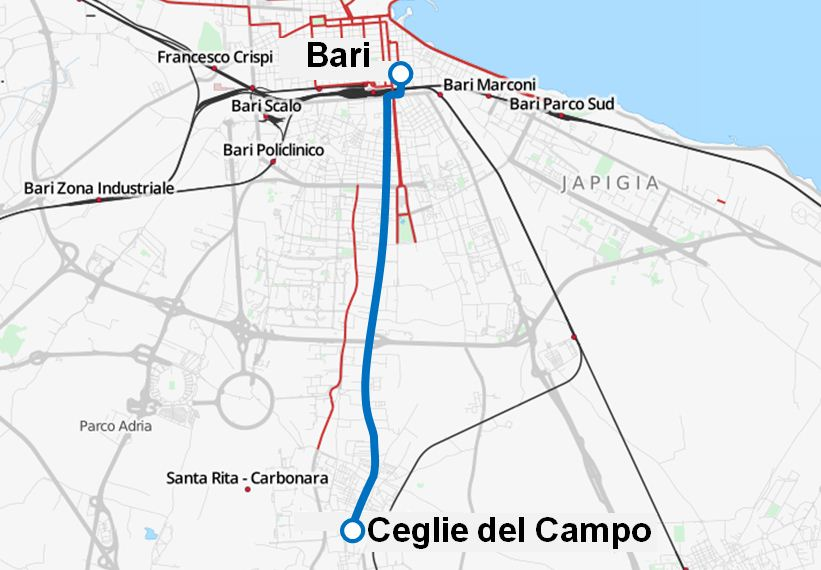
Tranvia Bari-Carbonara-Ceglie.

Fra il 1909 e il 1952 Carbonara di Bari fu collegata a Bari con la tranvia Bari-Carbonara-Ceglie, in seguito integrata nella rete urbana di Bari e poi sostituita dalla linea 4 della rete filoviaria.
Nel 1998 sono iniziati i lavori per la costruzione della metropolitana Bari-Bitritto, con una fermata a servizio del quartiere di Carbonara di Bari. I lavori hanno subito forti rallentamenti in quanto, per i binari inizialmente era stato scelto lo scartamento ridotto, successivamente modificato in scartamento ordinario. Nel 2003 i lavori vennero interrotti. Negli anni successivi, dopo numerose polemiche sullo spreco di denaro pubblico, si arrivò alla decisione di ultimare la metropolitana entro maggio 2011 ma, dopo una serie di contenziosi, il cantiere è stato riaperto nel mese di settembre 2013 e completato a fine 2023.

## Mezzi pubblici
È possibile raggiungere i quartieri Carbonara e Santa Rita con i seguenti mezzi pubblici:
- Linee di autobus dell'AMTAB: 4, 6, 11, 11/, 30;
- Treni della Ferrovie del Sud Est, ferrovia Mungivacca-Putignano, stazione di Bari Ceglie - Carbonara;
- Treni di Trenitalia, ferrovia Bari-Bitritto, stazione di Bari Santa Rita;
- Tangenziale di Bari SS 16, uscita 12.